# Алексеев, Григорий Алексеевич
Григо́рий Алексе́евич Алексе́ев (25 октября [7] ноября 1903 — 9 ноября 1943 года) — участник Великой Отечественной войны, стрелок 744-го стрелкового полка 149-й стрелковой дивизии 65-й армии Центрального фронта, Герой Советского Союза (30.10.1943), красноармеец.

## Биография
Родился 25 октября (7) ноября 1903 года в деревне Сюнелькино Шуматовской волости Ядринского уезда Казанской губернии (с 1963 года в составе деревни Изедеркино Моргаушского района Чувашской АССР) в семье рабочего. По национальности — чуваш.
В 1925 году был призван в Красную Армию, до 1927 года проходил военную службу в артиллерийском полку. После увольнения в запас работал участковым милиционером в г. Кинешма Ивановской области, проживал в посёлке Долматовский.
В ноябре 1941 года вновь призван в Красную Армию и направлен на фронт в пехоту. Под Ржевом был ранен, после госпиталя вернулся на фронт. Отличился в боях при форсировании Днепра. В ночь на 16 октября 1943 года рядовой Г.А. Алексеев в составе десантной группы под сильным огнём преодолел Днепр в районе поселка Лоев Гомельской области. Участвовал в отражении контратак противника при удержании плацдарма, лично подбил несколько танков. Был несколько раз ранен, но не покинул поле боя. Умер от ран при эвакуации.
Указом Президиума Верховного Совета СССР от 30 октября 1943 года ему присвоено звание Героя Советского Союза. На момент награждения стрелок 2-го стрелкового батальона 744-го стрелкового полка 149-й стрелковой дивизии 18-го стрелкового корпуса 65-й армии Центрального фронта.

## Награды
- Медаль «Золотая Звезда» Героя Советского Союза[4].
- Орден Ленина.

## Память
- Имя Героя носит улица в деревне Изедеркино.
- На доме, где он родился, установлена мемориальная доска.
- В городе Заволжск Ивановской области перед зданием военкомата установлен бюст.

## Судьба родственников
Родители Алексеева Григория — Татьяна Николаевна и Алексей Илларионович воспитали восемь сыновей (Иван, Григорий, Егор, Павел, Фрол, Родион, Александр и Михаил). Все восемь сыновей один за другим ушли на фронт и встали на защиту Родины.
Первым погиб Иван, а вскоре и Григорий, которому 30 октября 1943 года было присвоено звание Героя Советского Союза — за отвагу и мужество, проявленные при форсировании Днепра. В том же году Егор повторил подвиг Александра Матросова, закрыв своей грудью амбразуру в бою под Житомиром. В 1944 году, во время штурма одной из стратегических высот, занятых врагом, от осколка фашистского снаряда погиб ещё один из братьев — Павел.
Во время войны умер и бывший участник Первой мировой войны, кавалер Георгиевских крестов Алексей Илларионович. По окончании войны вернулись Фрол и Родион. Оба были тяжело ранены во время последних боев, и оба рано скончались от последствий фронтовых ран.
Александр и Михаил Алексеевы, пройдя всю войну от начала до конца и удостоившись многих боевых наград, жили в Чебоксарах.
Татьяна Николаевна после войны прожила ещё четверть века и скончалась на девяносто первом году жизни.